# جرکاره
جرکاره (به صربی: Đerekare) یک منطقهٔ مسکونی در صربستان است که در توتین، صربستان واقع شده‌است. جرکاره ۵۱۸ نفر جمعیت دارد.